# Перепись (остановочный пункт)
Перепись — остановочный железнодорожный пункт Конотопской дирекции Юго-Западной железной дороги на линии Бахмач — Новобелицкая, расположенный восточнее села Перепись.

## История
Остановочный пункт был открыт в 1964 году на действующей ж/д линии Бахмач—Новобелицкая Юго-Западной железной дороги. Осуществлялись (О) продажа билетов на поезда местного следования без багажных операций. На топографической карте n-36-135 по состоянию местности на 1986 год обозначен.

## Общие сведения
Остановочный пункт представлен одной боковой платформой. Имеет 1 путь. Нет здания вокзала.

## Пассажирское сообщение
До 21.03.2020 года ежедневно станция принимала поезда сообщения Гомель—Сновск.